# Aleksandr Zinóviev
Aleksandr Aleksándrovich Zinóviev, Александр Александрович Зиновьев (29 de septiembre de 1922 - 10 de mayo de 2006), fue un filósofo, sociólogo y novelista ruso. Completamente crítico con la URSS en su momento, la situación catastrófica de la Rusia postsoviética, bajo una economía liberal, lo conduce a apoyar el Partido comunista en las elecciones presidenciales de 1996.
Aleksandr Zinóviev nació en un pequeño pueblo de la gobernación de Kostromá, y se trasladó posteriormente con sus padres a Moscú. Durante su infancia vivió en la pobreza.
Zinóviev comenzó a estudiar filosofía en el Instituto de Filosofía, Literatura e Historia en 1939, pero pronto fue expulsado por su oposición a la colectivización forzosa. Ingresó en el Ejército Rojo y participó en la II Guerra Mundial como piloto y conduciendo un tanque. Tras la guerra, comenzó a escribir novelas que no publicó, y finalizó sus estudios universitarios. Durante las siguientes décadas, fue uno de los más brillantes lógicos de la URSS.
Aleksandr Zinóviev publicó varios artículos y libros sobre lógica (especialmente lógica polivalente) y metodología de la ciencia. 
Su novela Cumbres abismales fue publicada en Suiza en 1976. Fue expulsado de la URSS tras la publicación de su siguiente novela, Radiante Porvenir, en la que criticaba a Brézhnev, y que fue publicada en 1978. Se estableció en Múnich.
A comienzos de los años 90, hizo una gran transformación, y apareció como el crítico más radical de las reformas de Borís Yeltsin, hasta el punto de considerar que este y Mijaíl Gorbachov eran agentes occidentales. En 1996, apoyó públicamente a Guennadi Ziugánov, candidato del Partido Comunista de la Federación Rusa que posteriormente perdería frente a Borís Yeltsin.
Asimismo, apoyó al político serbio Slobodan Milošević, a quien visitó en los 90, y al que consideraba un luchador contra los occidentalizadores. Lideró el Comité Internacional para la Defensa de Slobodan Milošević. Tras la muerte de Zinóviev en marzo de 2006, se desconoce el futuro de la organización.